# Discovery Real Time (France)
Discovery Real Time est une chaîne de télévision thématique française. Déclinaison de Discovery Real Time adaptée au marché hexagonal, elle se positionne alors comme une chaîne spécialisée dans l'art de vivre et le bien-être. Elle propose des programmes axés notamment sur la mode, le jardinage, la décoration, la santé ou la cuisine et cible en priorité les 25-35 ans. Elle cesse d'émettre en 2010.

## Historique
Présente sur différents réseaux câblés francophones ainsi que sur les bouquets Canal+ et Parabole Réunion, elle fut la seconde chaîne du groupe Discovery à être lancée en France au mois de septembre 2005. Puisant dans le stock de programmes de Discovery, elle se veut « la chaîne du lifestyle » et agrémente également sa grille d'émissions réalisées pour la chaîne britannique Channel 4 et des productions originales françaises. 
Le 3 mars 2009, la chaîne adopte une nouvelle identité visuelle comprenant notamment un logo aux tons acidulés conçu pour être « frais et stimulant ». Celui-ci change de couleurs selon son environnement et s'inspire des « tendances déco actuelles ».
Le 26 janvier 2010, la chaine cesse sa diffusion car Canalsat n'en veut plus. Elle a été remplacée par la chaîne Discovery HD Showcase.

## Identité visuelle (logo)

Logo du 3 mars 2009 au 26 Janvier 2010.

## Émissions
Parmi les principales émissions présentes à l'antenne, figurent notamment (octobre 2009) :
- Dix ans de moins
- Histoire d'une naissance
- Ces crimes qui ont marqué le monde
- Mon pari immobilier
- Bâtir son rêve
- Toilettage Academy
- Mission rénovation
- C'est le chien ou moi !
- L'ascenseur immobilier
- Chroniques des urgences
- En votre absence